# Reinder Johan Harrenstein
Reinder Johan Harrenstein (Nieuwer-Amstel, 30 mei 1888 – Amsterdam, 8 juni 1971) was een Nederlands medicus. Hij was de eerste kinderchirurg in Nederland.

## Leven en werk
Rein Harrenstein deed zijn artsexamen in Amsterdam in 1915 en kreeg daarna zijn opleiding tot chirurg in het Wilhelmina Gasthuis. In 1918 promoveerde hij op een proefschrift Peritoneale adhaesies en daarna ging hij naar München en Wenen om zich te oefenen in de orthopedie. Hij had toen al besloten om zich geheel op kinderen te gaan richten omdat hij zich in zijn assistententijd geërgerd had aan het feit dat kinderen met chirurgische aandoeningen dikwijls verpleegd werden op de afdelingen voor volwassenen, soms zelfs met twee kinderen in één bed. Kinderchirurgie was in die tijd iets nieuws en veel artsen twijfelden aan het bestaansrecht van dat specialisme. In 1921 benoemd als ‘heelkundige’ aan het Emma Kinderziekenhuis te Amsterdam ontwikkelde hij zich tot de eerste kinderchirurg van Nederland.
Hij specialiseerde zich in orthopedische afwijkingen en heeft samen met de bekende hoogleraar kindergeneeskunde Cornelia de Lange (1871-1950) dit kinderziekenhuis in het interbellum tot grote bloei gebracht. In die jaren verschenen er ruim 70 publicaties van hem in Nederlandse en Duitse medische tijdschriften over onderwerpen uit de kinderchirurgie en speciaal de orthopedie. In de oorlogsjaren nam dokter Harrenstein joodse patiëntjes in bescherming terwijl de geneesheer-directeur van het ‘Emma’ met de bezetter meewerkte en daardoor het ziekenhuis een slechte naam bezorgde. In 1954 legde Harrenstein zijn praktijk neer. Hij werd opgevolgd door dr. M. Schoorl en later door prof. dr. Hugo Heij.

## Kunstzinnige belangstelling

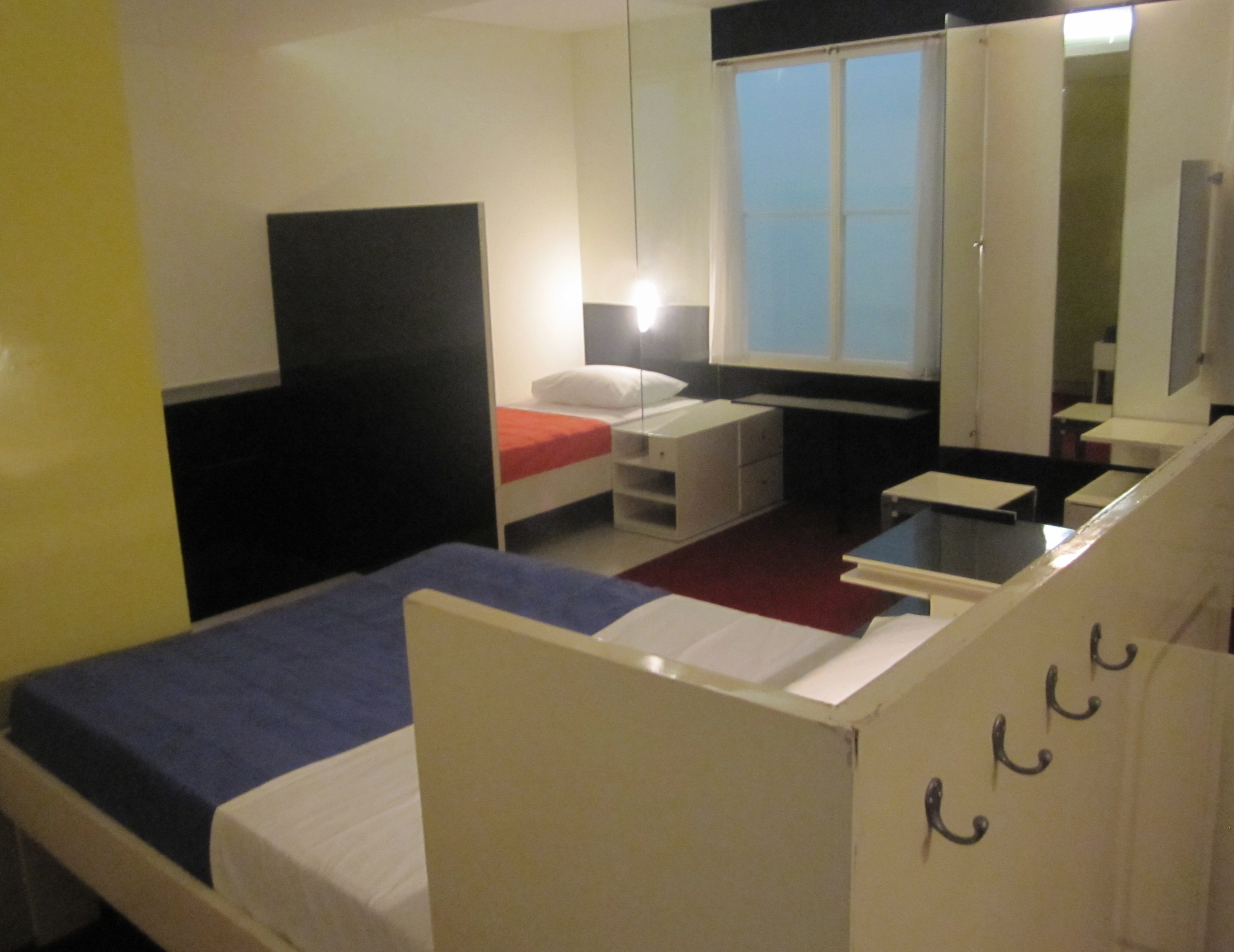
Slaapkamer van de Harrensteins

Harrenstein was getrouwd met An Schräder, zuster van Truus Schröder-Schräder, welgesteld interieurontwerpster en minnares  van de architect en ontwerper Gerrit Rietveld. Aan hen vroegen de Harrensteins in 1926 de woonkamer en slaapkamer van hun huis aan de Weteringschans 141 opnieuw in te richten. Dit werd gedaan naar de idealen van De Stijl. De verbouwing van de slaapkamer was het meest ingrijpend en oogstte in die tijd veel waardering en publiciteit. De manier waarop het meubilair deel uitmaakt van de totale inrichting is zeer verwant met het ontwerp van het Rietveld Schröderhuis in Utrecht, evenals de kleurstelling: wit, zwart, geel, blauw en rood. Het interieur van de slaapkamer is door de erven Harrenstein geschonken aan het Stedelijk Museum te Amsterdam. Het maakt sinds 2013, na de grote verbouwing, deel uit van de vaste opstelling in de designafdeling. 
Het huis aan de Weteringschans werd een ontmoetingsplaats voor de avant-garde op gebied van architectuur en vormgeving.